# Савенко, Сергей Николаевич
Серге́й Никола́евич Саве́нко (укр. Сергі́й Миколайович Саве́нко; 20 марта 1901, с.Сасиновка (ныне Лубенский район, Полтавская область, Украина) — 15 августа 1976) — украинский советский учёный, медик, клиницист и нейрогистопатоморфолог, педагог, профессор (1946), доктор медицинских наук (1941). 
Основатель научной школы Буковинского государственного медицинского университета.

## Биография
В 1927 году окончил Киевский медицинский институт. В 1927—1945 г. работал ординатором, ассистентом, заведующим неврологическим отделением, заведующим патоморфологического отдела, старшим научным сотрудником Киевского психоневрологического института.
Благодаря ему в июне 1945 года была открыта кафедра и клиника нервных болезней на базе Черновицкой областной (тогда — республиканской) психиатрической больницы, в составе которой, кроме учебных аудиторий, были созданы биохимическая, электрофизиологическая, нейропатогистологическая лаборатории.
В 1945 году возглавил кафедру нервных болезней Черновицкого медицинского института и на этой должности работал до сентября 1973 года, с августа 1976 г. — научный консультант кафедры.
В 1946—1976 г. возглавлял областное научное общество невропатологов и психиатров.
В 1936 году ему была присвоена ученая степень кандидата медицинских наук без защиты диссертации. В 1941 году защитил докторскую диссертацию на тему: «Рак мозга: клиника и патологическая анатомия». Профессор — с 1946 года.

## Научная деятельность
Направления научных исследований: Изучение опухолей, сосудистой патологии и демиэлинизирующих заболеваний головного мозга, нейроинфекций, нейросифилиса, полиомиелита.
Занимался проблемами клещевого энцефалита на Буковине и буковинской геморрагической лихорадки.
Автор 184 научных работ, в том числе, монографий: «Неоплазмы нервной системы» (1940); «Вирусные энцефалиты» (1959); «Рассеянный склероз и диффузный периаксиальный энцефалит» (1966).
Подготовил 4 докторов и 20 кандидатов наук.

## Награды и отличия
- Орден «Знак Почёта».
- Кафедра нервных болезней, психиатрии и медицинской психологии Буковинского государственного медицинского университета носит ныне имя С. Н. Савенко.
- Его имя внесено в галерею основателей научных школ университета.
- Учреждена студенческая стипендия его имени.